# Rhagadiolus
Rhagadiolus es un género de plantas con flores perteneciente a la familia Asteraceae. Es originario de Asia, Europa y Norte de África.

## Especies
1. Rhagadiolus edulis
2. Rhagadiolus stellatus